# 요러브
요러브는 동원F&B에서 생산/판매하고 있는 호상 발효유(떠먹는 요구르트)이며, 1990년에 출시되었다.

## 종류
- 딸기
- 복숭아
- 생크림
- 생크림녹차
- 바나나딸기믹스
- 오렌지키위믹스
- 코코포도(판매중단)
- 블루짱(판매중단)

## 같이 보기
- 동원F&B
- 요구르트